# Devynne Charlton
Devynne Charlton, född 26 november 1995, är en bahamansk friidrottare som tävlar i häcklöpning.

## Karriär
Vid Inomhusvärldsmästerskapen i friidrott 2022 i Belgrad vann Charlton en silvermedalj på 60 meter häck. Vid Inomhusvärldsmästerskapen i friidrott 2024 i Glasgow vann hon en guldmedalj på samma distans med tiden 7,65 sekunder som innebar ett nytt inomhusvärldsrekord.